# Miroslav Kůla
Miroslav Kůla (* 8. srpna 1947) je český manažer z oblasti letectví. Byl prezidentem Českých aerolinií v letech 1999–2003. V ČSA působil na různých postech bezmála 30 let.

## Život a kariéra
Po ukončení Letecké fakulty Vojenské akademie (obor stavba letadel) v Brně v roce 1970 nastoupil do ČSA jako samostatný technolog. Technice letadel se věnoval až do nástupu na funkci ředitele ČSA v roce 1999.
Nejprve pracoval jako technik, od roku 1978 zastával pozici vedoucího útvaru Řízení provozu závodu Letecké opravny, v roce 1988 se stal ředitelem Leteckých opraven.
O dva roky později se stal technickým náměstkem generálního ředitelství ČSA, dále viceprezidentem pro techniku. Ve stejné době ČSA zahájily veškerou výměnu letového parku, kde ruské stroje nahradila letadla pouze západní výroby.
Díky narůstajícím zkušenostem techniků ČSA získaly v roce 1998 certifikát podle evropských předpisů pro údržbu letadel JAR 145. Toto osvědčení jim umožnilo provádět opravy těchto strojů jako jediným v ČR ze zemí EU.
Během jeho působení ve funkci viceprezidenta pro techniku uzavřely ČSA smlouvy na údržby letadel s leteckou společností Lufthansa nebo významným německým charterovým dopravcem Hapag Lloyd.
Prezidentem ČSA byl zvolen v roce 1999 a v roce 2001 dovedl společnost do aliance SkyTeam. ČSA se za dob vedení Kůly velmi dobře vyrovnaly se snížením počtů letů. Počet se snížil kvůli teroristickým útokům 11. září 2001 v USA. ČSA vykázaly zisk 407 milionů Kč.[kdy?]
Jedním z nejvážnějších vnitřních problémů společnosti, které musel ve své funkci řešit, bylo vyjednávání o uzavření kolektivní smlouvy v roce 2003. Neúspěšná jednání vyvrcholila vyhlášením stávkové pohotovosti a stávky pilotů, jež byla odvolána až v posledním okamžiku před jejím zahájením 17. června 2003. Nicméně platové požadavky pilotů, sdružených v odborové organizaci CZALPA, nebyly uspokojeny a příslušnou dohodu s odboráři uzavřel až Jaroslav Tvrdík, který zaujal Kůlovo místo v září.
Začátkem roku 2004 působil Miroslav Kůla jako poradce ministerstva dopravy. 1. července 2004 se stal ředitelem letecké společnosti Travel Service, kde ho nahradil[kdy?] současný ředitel Roman Vik.
Miroslav Kůla má dvě děti a je ženatý.